# Robert Hoyzer
Robert Hoyzer (Berlin, 1979. augusztus 28. –) német nemzeti labdarúgó-játékvezető.

## Pályafutása
Édesapja, Peter Hoyzer az FC Spandau játékvezetője volt. Robert Hoyzer Berlinben nőtt fel, asztalosnak tanult, majd a szakmai érettségit követően a berlini Beuth Műszaki Főiskolán folytatta tanulmányait, később ezt félbehagyva Salzgitterben tanult sportot és marketinget. 2003 és 2005 között a német labdarúgó bajnokság játékvezetője volt. Pályafutását 2005-ben befejezte, a Német labdarúgó-szövetség ugyanis örökre eltiltotta a játékvezetéstől, mivel résztvevője volt a német labdarúgás egyik fogadási botrányának. Mint bíró, összesen 23 német kupa-, és másodosztályú és regionális mérkőzés manipulálásában vett részt, ezt be is ismerte. Ezért a bíróság két év és öt hónap letöltendő börtönbüntetést szabott ki rá. 2006 decemberében kezdte meg börtönbüntetését, azonban 2008. július 18-án jó magaviseletének köszönhetően szabadon bocsátották. Ezután védőként játszott az SSC Teutonia csapatában, majd 2013-ban a Spandauer Kickershez került.

## Fordítás
- Ez a szócikk részben vagy egészben  a   Robert Hoyzer című német Wikipédia-szócikk fordításán alapul.  Az eredeti cikk szerkesztőit annak laptörténete sorolja fel. Ez a jelzés csupán a megfogalmazás eredetét és a szerzői jogokat jelzi, nem szolgál a cikkben szereplő információk forrásmegjelöléseként.